# Noura Mint Seymali
Noura Mint Seymali – mauretańska wokalistka i instrumentalistka, gra na ardinie.

## Życiorys
Pochodzi z prominentnej rodziny mauretańskich griotów. Jej ojciec to kompozytor Seymali Ould Ahmed Vall. Pod okiem swej babki Mouniny uczyła się gry na ardinie, harfie zarezerwowanej tradycyjnie dla kobiet. Rozpoczęła karierę muzyczną w wieku trzynastu lat jako wspomagająca wokalistka u boku swojej macochy Dimi Mint Abby. Założyła zespół muzyczny wraz ze swoim mężem Jeichem Ouldem Chighalym w 2004 roku, grupa działa jako kwartet od 2012 roku, po dołączeniu basisty Ousmane Tourégo i perkusisty Matthew Tinariego. Czerpie z tradycyjnej muzyki mauretańskiej, którą przetwarza w stylu rockowym. Śpiewa m.in. o sytuacji kobiet w Mauretanii.
Występowała m.in. na Roskilde Festival czy Festival au Désert. Współpracowała m.in. z artystami takimi, jak: Damon Albarn, Baaba Maal, Spoek Mathambo, Oumou Sangaré, Tinariwen czy zespołem Shabazz Palaces.

## Dyskografia
- Tarabe (2006)[3]
- El Howl (2010)[3]
- Azawan (EP, 2012)[3]
- Azawan II (EP, 2013)[3]
- Tzenni (2014)[2]
- Arbina (2016)[2]